# Conus turritinus
Conus turritinus é uma espécie de gastrópode do gênero Conus, pertencente à família Conidae.